# Jesús Berrocal Campos
Jesús Berrocal Campos (Còrdova, 5 de febrer de 1988) és un futbolista andalús, que ocupa la posició de davanter.

## Carrera esportiva
Després de militar a les categories inferiors del Córdoba CF i del RCD Espanyol, recala al tercer equip del Reial Madrid, el C. El gener del 2009 és cedit al Racing de Santander, on alterna el filial i el primer equip.
Debuta a primera divisió amb els santanderins l'1 de març de 2009, contra el CA Osasuna. La jornada següent, contra el Deportivo de La Corunya, va marcar el seu primer gol a la màxima categoria.
Ha estat internacional amb la selecció espanyola sub-19, amb qui va guanyar l'Europeu del 2007.